# Ekindüzü, Pervari
Ekindüzü là một xã thuộc huyện Pervari, tỉnh Siirt, Thổ Nhĩ Kỳ. Dân số thời điểm năm 2008 là 410 người.